# Matt Pickens
Matt Pickens  (Washington, Misuri, Estados Unidos, 5 de abril de 1982) es un exfutbolista estadounidense. Jugaba en la posición de portero y actualmente es entrenador de porteros del Nashville SC de la USL Championship.

## Trayectoria
Inició su carrera como jugador juvenil en el Missouri State Bears. Desde 2000 a 2003 jugó con el Chicago Fire Premier en la USL Premier Development League. 
En 2004 se trasladó a jugar con el Chicago Fire que había sido seleccionado del MLS SuperDraft 2004.
En 2004 se trasladó a jugar a varios clubes de Inglaterra como el Queens Park Rangers de la Football League Championship. El 15 de enero de 2009 firmó un nuevo contrato con el Colorado Rapids. 
El 30 de noviembre de 2017 el Nashville SC anunció el fichaje de Pickens para su temporada inaugural en la USL de 2018; Matt fue el primer fichaje del club.

## Clubes
| Club                               | País           | Año       |
| ---------------------------------- | -------------- | --------- |
| Chicago Fire Premier               | Estados Unidos | 2000-2003 |
| Chicago Fire                       | Estados Unidos | 2004-2007 |
| Virginia Beach Mariners (Préstamo) | Estados Unidos | 2004      |
| Queens Park Rangers                | Inglaterra     | 2008      |
| Colorado Rapids                    | Estados Unidos | 2009-2014 |
| New England Revolution             | Estados Unidos | 2014      |
| Tampa Bay Rowdies                  | Estados Unidos | 2014-2017 |
| Nashville SC                       | Estados Unidos | 2018-2019 |

## Palmarés

### Campeonatos nacionales
| Título                   | Club            | País           | Año  |
| ------------------------ | --------------- | -------------- | ---- |
| Lamar Hunt U.S. Open Cup | Chicago Fire    | Estados Unidos | 2006 |
| MLS Cup                  | Colorado Rapids | Estados Unidos | 2010 |